# Жандармерия быстрого реагирования Франции
Жандармерия быстрого реагирования Франции (фр. Gendarmerie mobile) — подразделение Национальной жандармерии Франции, задача которого заключается в поддержании общественного порядка на массовых мероприятиях и общественной безопасности. Мобильная жандармерия может действовать в любом месте Франции и даже за рубежом, поскольку жандармерия является составной частью французских вооруженных сил.
Основные миссии заключаются в: контроле толпы и безопасность во время демонстраций и массовых мероприятий, борьба с беспорядками, усиление региональной жандармерии в её общих миссиях по обеспечению безопасности, сопровождение конвоев с повышенным риском (крупные денежные переводы, конвои с ядерными отходами и др.), защита важных объектов (посольства стран и др.), участие в миссиях французских вооруженных сил за рубежом.

## Галерея

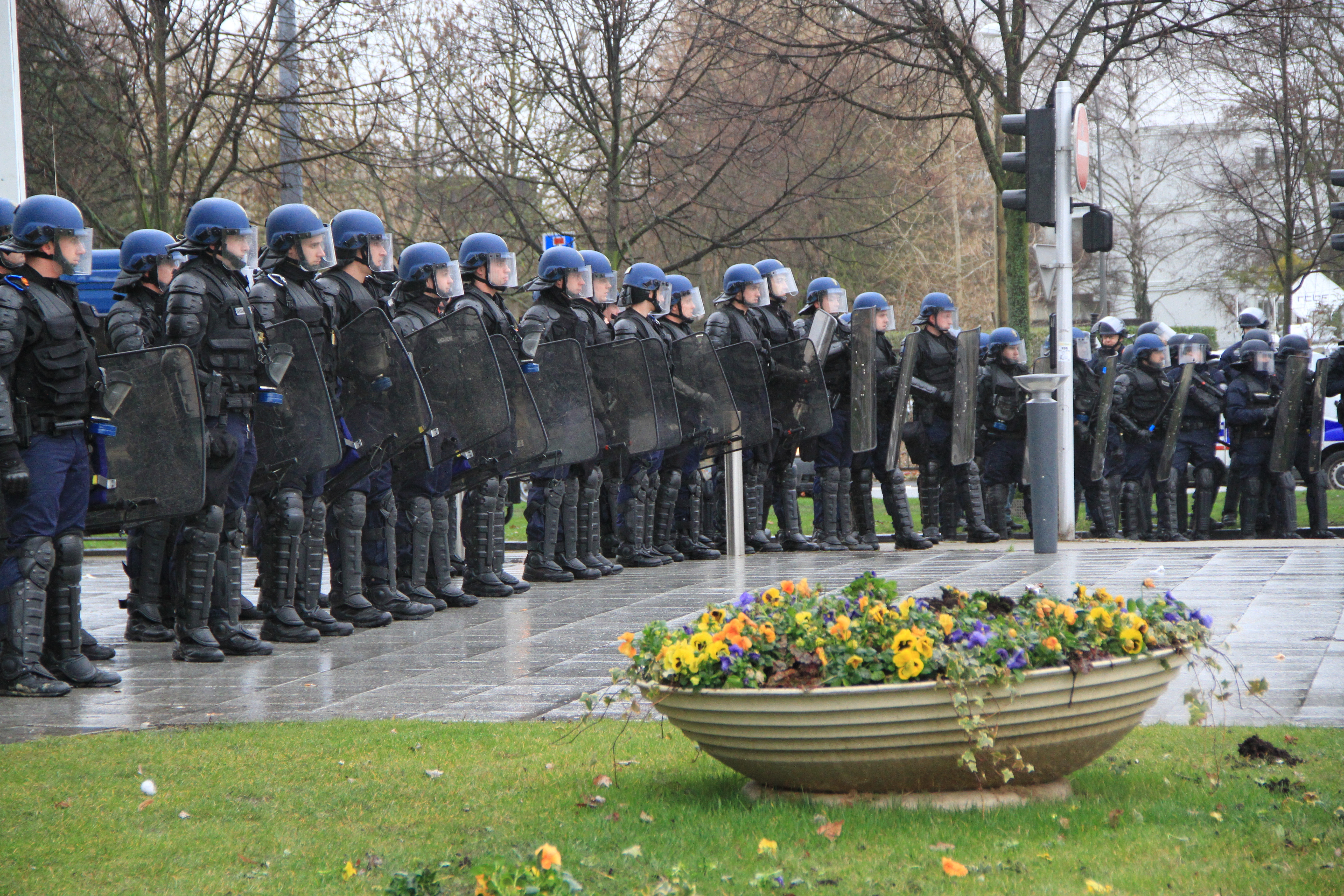
Мобильные жандармы на демонстрации
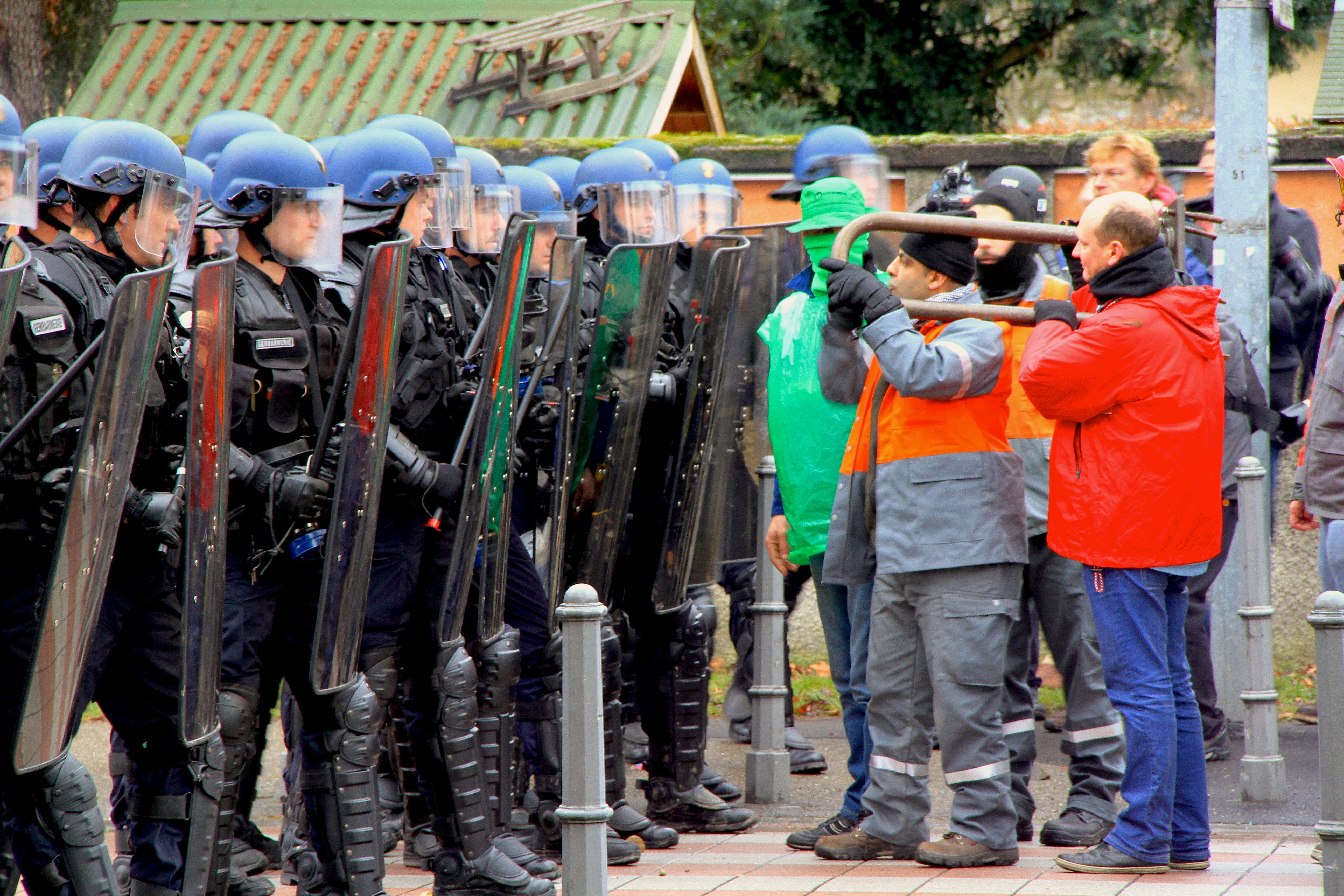
Мобильные жандармы на демонстрации
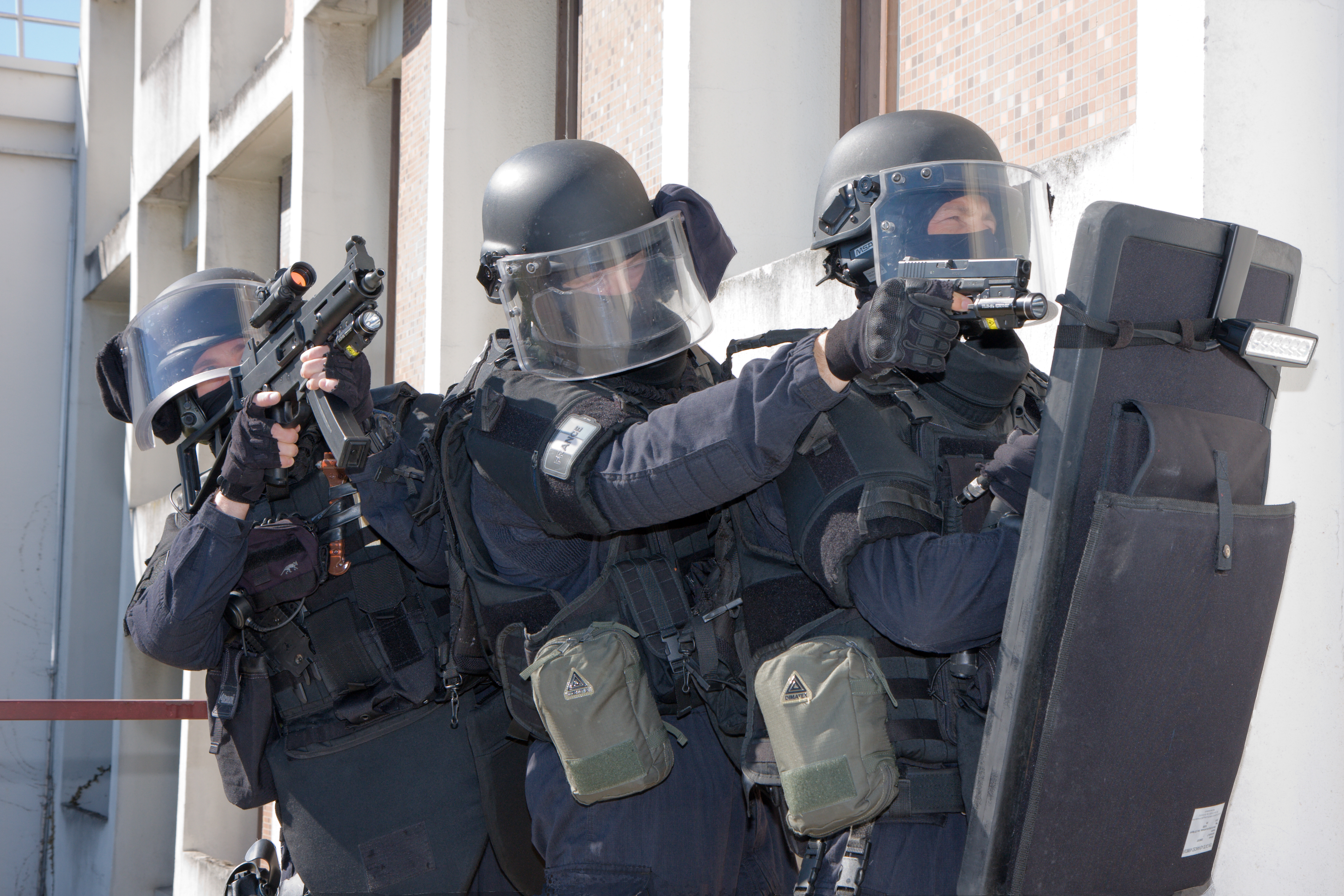
Оперативное отделение
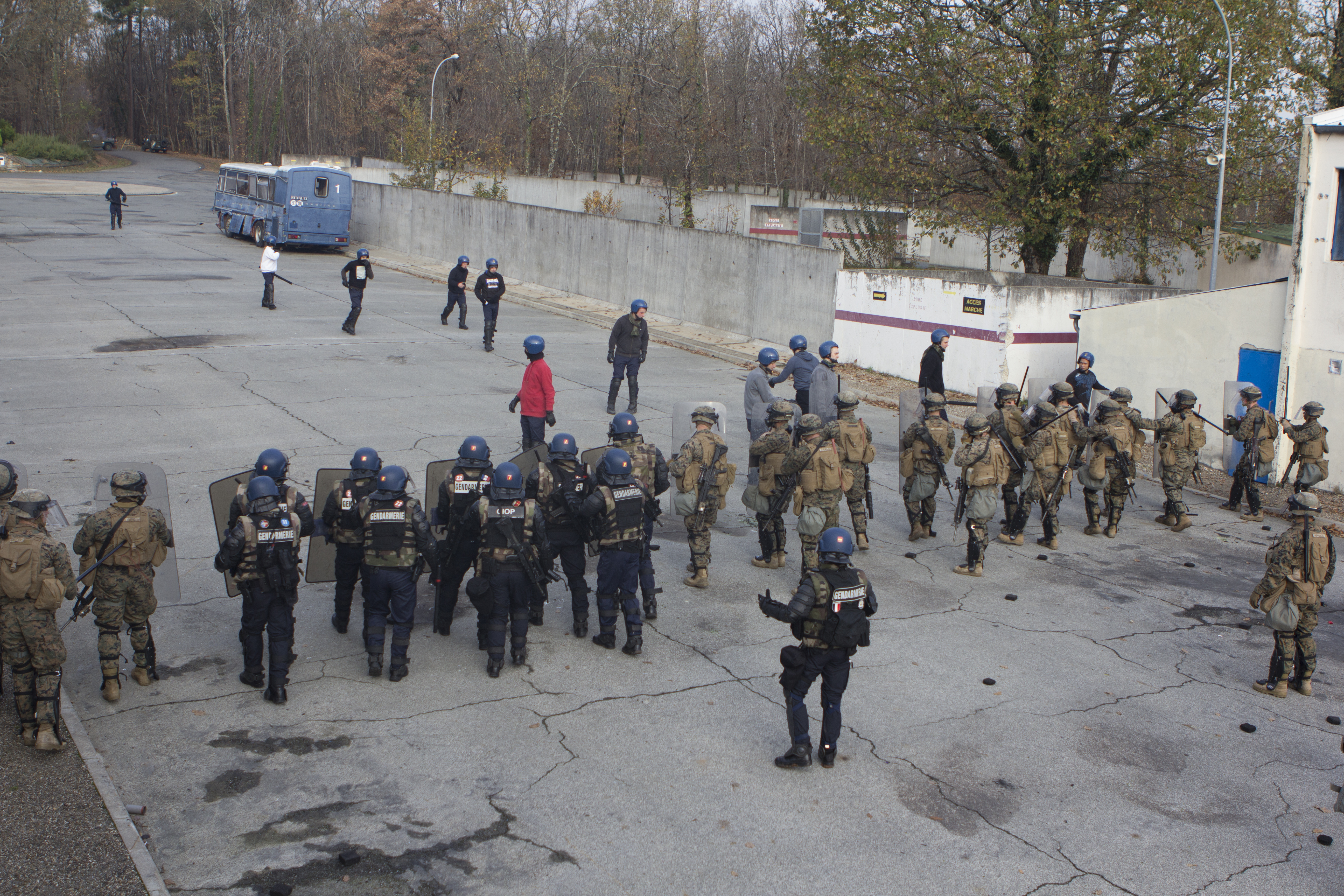
Мобильные жандармы тренируются в борьбе с беспорядками вместе с морской пехотой США в Сен-Астье
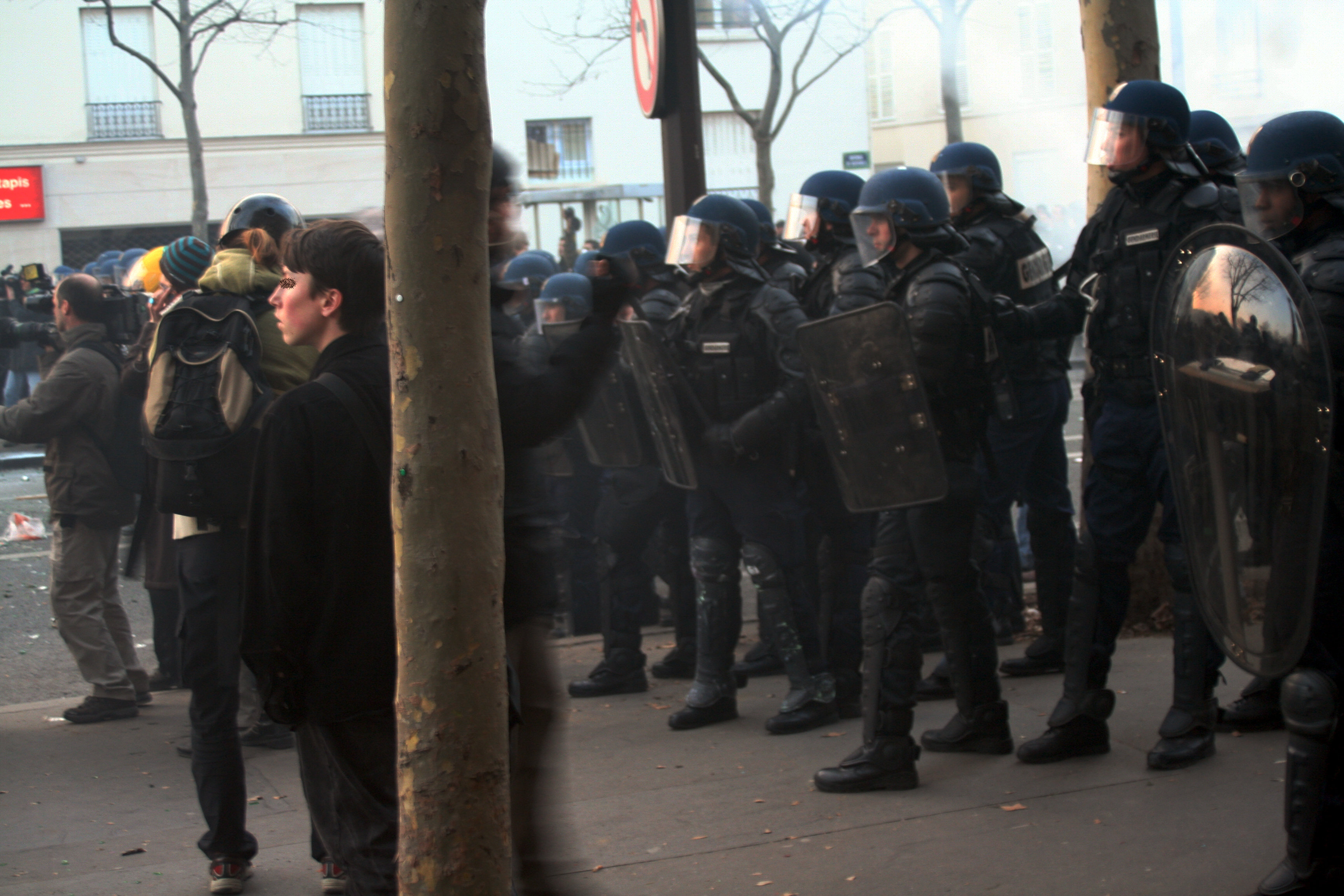
Мобильные жандармы на демонстрациях в Париже